# Denver Nuggets 1992-1993
La stagione 1992-93 dei Denver Nuggets fu la 17ª nella NBA per la franchigia.
I Denver Nuggets arrivarono quarti nella Midwest Division della Western Conference con un record di 36-46, non qualificandosi per i play-off.

## Roster
| N° | Naz.                   | Ruolo | Sportivo           | Anno | Alt. | Peso |
| -- | ---------------------- | ----- | ------------------ | ---- | ---- | ---- |
| 1  | Stati Uniti (bandiera) | G     | Mark Macon         | 1969 | 193  | 84   |
| 3  | Stati Uniti (bandiera) | G     | Mahmoud Abdul-Rauf | 1969 | 185  | 73   |
| 10 | Stati Uniti (bandiera) | AC    | Scott Hastings     | 1960 | 208  | 107  |
| 12 | Stati Uniti (bandiera) | G     | Robert Pack        | 1969 | 188  | 82   |
| 20 | Stati Uniti (bandiera) | A     | LaPhonso Ellis     | 1970 | 203  | 109  |
| 21 | Stati Uniti (bandiera) | A     | Tom Hammonds       | 1967 | 206  | 98   |
| 21 | Stati Uniti (bandiera) | GA    | Todd Lichti        | 1967 | 193  | 93   |
| 23 | Stati Uniti (bandiera) | G     | Bryant Stith       | 1970 | 196  | 94   |
| 28 | Stati Uniti (bandiera) | C     | Robert Werdann     | 1970 | 211  | 113  |
| 30 | Stati Uniti (bandiera) | A     | Marcus Liberty     | 1968 | 203  | 93   |
| 34 | Stati Uniti (bandiera) | GA    | Reggie Williams    | 1964 | 201  | 86   |
| 43 | Stati Uniti (bandiera) | A     | Kevin Brooks       | 1969 | 198  | 91   |
| 45 | Stati Uniti (bandiera) | AC    | Gary Plummer       | 1962 | 206  | 98   |
| 55 | Zaire (bandiera)       | C     | Dikembe Mutombo    | 1966 | 218  | 111  |

## Staff tecnico
- Allenatore: Dan Issel
- Vice-allenatori: Gene Littles, Mike Evans
- Preparatori atletici: Jim Gillen, Troy Wenzel